# Le Ferré
Le Ferré is een gemeente in het Franse departement Ille-et-Vilaine (regio Bretagne) en telt 568 inwoners (2005). De plaats maakt deel uit van het arrondissement Fougères-Vitré.

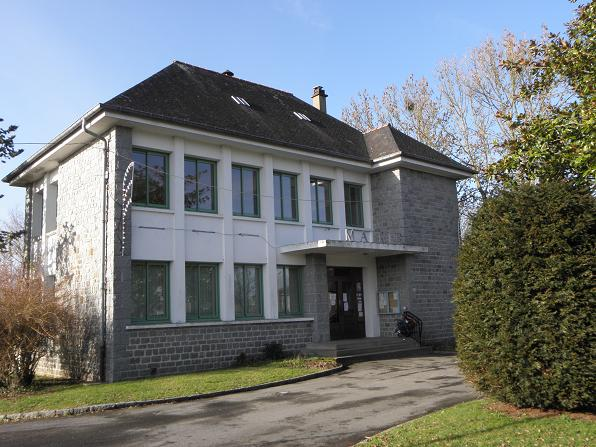
Gemeentehuis
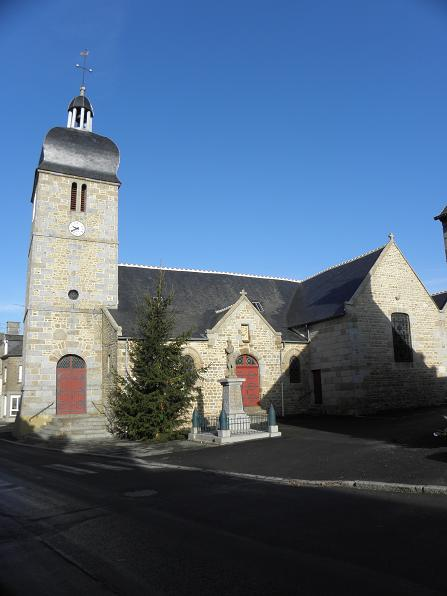
Kerk van Le Ferré

## Geografie
De oppervlakte van Le Ferré bedraagt 16,7 km², de bevolkingsdichtheid is 34,0 inwoners per km².
De onderstaande kaart toont de ligging van Le Ferré met de belangrijkste infrastructuur en aangrenzende gemeenten.

## Demografie
Onderstaande figuur toont het verloop van het inwonertal (bron: INSEE-tellingen).

1. ↑  Populations de référence 2022.